# 清奈地鐵
清奈地鐵是一個服務印度清奈的城市軌道交通系統，由印度政府與泰米爾納德邦政府的合資企業「清奈地鐵公司（CMRL）」運營。本路網目前由兩條地鐵路線組成，全長54.1（33.6英里），使用標準軌，並設有高架和地下合計41座車站。目前有其他地鐵路線正在興建中，一旦完成後，將成為繼德里地鐵之後印度第二大城市軌道交通系統。
清奈地鐵於2007-08年開始規劃，並於2009年2月開始建造。2014年做營運測試後，於2015年6月29日開通綠線阿蘭杜爾至科亞姆貝杜路段，於2016年9月21日開通藍線清奈機場至小山路段。伴隨藍線AG-DMS至沃舍曼佩特路段在2019年2月10日開通，本路網已完成第一階段。
本路網的其他三條路線被納入清奈地鐵路網第二階段，目前都在興建中，全長合計118.9（73.9英里），印度鐵路營運的金奈大众捷运系统計劃併入金奈地鐵。目前已計劃建造一條輕軌路線，連接金奈郊區鐵路的坦巴拉姆和金奈大众捷运系统的維拉切裡，而興建中的三條地鐵路線還計劃進一步延伸。

## 背景
1931年，一條從金奈海灘到坦巴拉姆的電氣化鐵路開始運營，作為金奈郊區鐵路的一部分，隨後又建造另外兩條鐵路線，於1979年連接金奈中央、古米迪蓬迪和蒂魯瓦盧爾。1965年，計畫委員會對馬德拉斯等主要大都市的交通路網容量進行評估，並制定進一步擴大交通設施的計畫。因此，金奈大众捷运系统（MRTS）的第一段（金奈海灘—切帕烏克段）於1995年開通，成為印度第一條高架鐵路線，隨後金奈大众捷运系统在1997年延伸至蒂魯馬伊萊，在2004年延伸至蒂魯萬米尤爾，在2007年延伸至維拉切裡。2006年，清奈開始規劃興建現代化地鐵系統，仿照德里地鐵。

## 規畫與興建

### 施工進度
| 一期路網   | 一期路網 | 一期路網         | 一期路網           | 一期路網           | 一期路網 | 一期路網       |
| 路線代碼   | 路線名稱 | 端點站           | 端點站             | 路線長度 （公里）  | 車站數   | 開通日期       |
| ---------- | -------- | ---------------- | ------------------ | ------------------ | -------- | -------------- |
| 1          | 藍線     | 清奈機場         | 小山               | 32.65（20.29英里） | 6        | 2016年9月21日  |
| 1          | 藍線     | 小山             | AG-DMS             | 32.65（20.29英里） | 4        | 2018年5月25日  |
| 1          | 藍線     | AG-DMS           | 沃舍曼佩特         | 32.65（20.29英里） | 7        | 2019年2月10日  |
| 1          | 藍線     | 沃舍曼佩特       | 威姆科納加爾       | 32.65（20.29英里） | 8        | 2021年2月14日  |
| 1          | 藍線     | 威姆科納加爾     | 威姆科納加爾機厰   | 32.65（20.29英里） | 1        | 2022年3月13日  |
| 2          | 綠線     | 科亞姆貝杜       | 阿蘭杜爾           | 21.96（13.65英里） | 8        | 2015年6月29日  |
| 2          | 綠線     | 阿蘭杜爾         | 聖托馬斯山         | 21.96（13.65英里） | 1        | 2016年10月14日 |
| 2          | 綠線     | 科亞姆貝杜       | 尼赫魯公園         | 21.96（13.65英里） | 7        | 2017年5月15日  |
| 2          | 綠線     | 尼赫魯公園       | 金奈中央           | 21.96（13.65英里） | 2        | 2018年5月25日  |
|            |          |                  |                    | 54.61（33.93英里） | 42       |                |
| 二期路網   |          |                  |                    |                    |          |                |
| 路線代碼   | 路線名稱 | 端點站           | 端點站             | 路線長度 （公里）  | 車站數   | 預定開通日期   |
| 3          | 紫線     | 尼赫魯納加爾     | 紹林加納盧爾       | 45.4（28.2英里）   | 10       | 2027年12月     |
| 3          | 紫線     | 紹林加納盧爾     | 西魯塞里SIPCOT     | 45.4（28.2英里）   | 9        | 2028年12月     |
| 3          | 紫線     | 馬達瓦拉姆牛奶場 | 紹林加納盧爾       | 45.4（28.2英里）   | 28       | 2028年12月     |
| 4          | 黃線     | 波奥纳马莱埃繞道 | 波魯爾系統交流道   | 26.1（16.2英里）   | 10       | 2025年12月     |
| 4          | 黃線     | 波魯爾系統交流道 | 科丹巴卡姆發電廠   | 26.1（16.2英里）   | 8        | 2026年7月      |
| 4          | 黃線     | 科丹巴卡姆發電廠 | 帕納加爾公園       | 26.1（16.2英里）   | 2        | 2027年2月      |
| 4          | 黃線     | 帕納加爾公園     | 燈塔               | 26.1（16.2英里）   | 7        | 2028年4月      |
| 5          | 紅線     | 馬達瓦拉姆牛奶場 | 雷特里             | 44.6（27.7英里）   | 8        | 2027年12月     |
| 5          | 紅線     | 雷特里           | 科亞姆貝杜         | 44.6（27.7英里）   | 8        | 2028年12月     |
| 5          | 紅線     | 科亞姆貝杜       | 阿拉帕卡姆         | 44.6（27.7英里）   | 7        | 2027年12月     |
| 5          | 紅線     | 阿拉帕卡姆       | 清奈貿易中心       | 44.6（27.7英里）   | 5        | 2026年7月      |
| 5          | 紅線     | 清奈貿易中心     | 紹林加納盧爾       | 44.6（27.7英里）   | 17       | 2027年12月     |
|            |          |                  |                    | 116.1（72.1英里）  | 119      |                |
| 計畫延伸段 |          |                  |                    |                    |          |                |
| 路線代碼   | 路線名稱 | 端點站           | 端點站             | 路線長度 （公里）  | 車站數   | 預定開通日期   |
| 1          | 藍線     | 清奈機場         | 基蘭巴卡姆（KCBT） | 15.46（9.61英里）  | 13       | 已獲核定       |
| 5          | 紅線     | 科亞姆貝杜       | 帕塔比拉姆（ORR）  | 21.76（13.52英里） | 19       | 已獲核定       |
| 4          | 黃線     | 波奥纳马莱埃繞道 | 帕蘭杜爾           | 52.94（32.90英里） | 20       | 已獲核定       |
| 4          | 黃線     | 燈塔             | 高等法院           | 6（3.7英里）       | TBD      | 招標中         |
| 6          | 6號線    | 坦巴蘭           | 吉恩迪 / 阿迪亞爾  | 21（13英里）       | TBD      | 招標中         |
| N/A        | N/A      | 清奈機場         | 波奥纳马莱埃       | N/A                | TBD      | 招標中         |
|            |          |                  |                    | 86.16（53.54英里） | 52       |                |

### 一期路網
德里地鐵公司（DMRC）的任務是編寫一份關於在金奈實施地鐵系統的專案報告，之後泰米爾納德邦政府於2007年11月核定清奈地鐵計畫的一期路網。地鐵一期路網規劃興建兩條路線，總長為45.1（28.0英里），其中地下段長25（15.5英里）。第一條路線將連接沃舍曼佩特和欽奈國際機場，長23.1（14.4英里），其中14.3（8.9英里）為地下段；第二條路線將連接聖托馬斯山和金奈中央，長22（13.7英里），其中9.7（6.0英里）為地下段。2007年12月，印度政府和泰米爾納德邦政府合資成立「清奈地鐵公司」（CMRL），將實施這項地鐵計畫。2008年4月，印度計畫委員會原則上核定地鐵計畫，並於2009年1月獲得印度政府聯邦內閣的最終批准。一期路網的預估興建成本為1,460亿卢比（22.67亿美元），其中59%由日本国际协力机构（JICA）貸款，印度政府承擔15%的費用，泰米爾納德邦政府承擔剩餘21%的費用。
2009年2月，一個金額為19.9亿卢比（3,090.47万美元）的標案合約成立，用於在科亞姆貝杜和阿肖克納加爾之間的內環路沿線建造一條4.5（2.8英里）長的高架橋，於6月10日開始動工。2009年3月，地鐵計畫技術諮詢合約由法國Egis主導的五家公司組成的財團得標，金額為3,000萬美元。2010年8月，地鐵車輛合約由阿爾斯通得標，金額為2.43億美元。2011年1月，拉森图博（L&T）與阿爾斯通的合資企業取得科亞姆貝杜地區的軌道工程和機廠之設計暨建設標案，金額為44.9亿卢比（6,972.97万美元）。

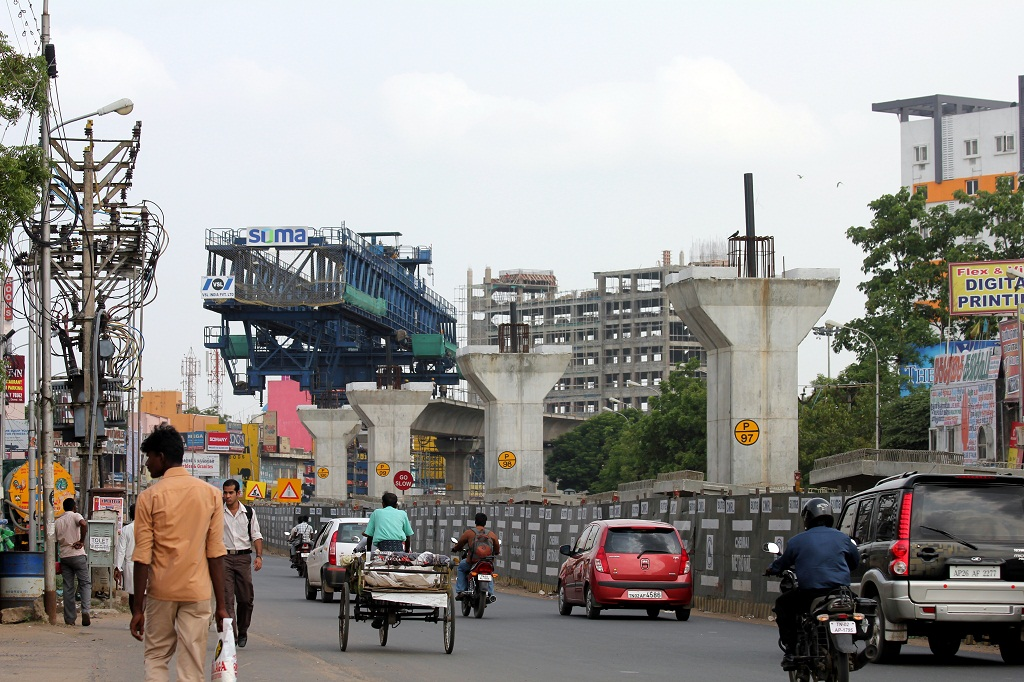
2011年當時興建地鐵一期路網高架路段的工地現場

2011年2月，一期路網地下段興建標由Gammon India和Mosmetrostroy得標，隨後在同年6月，一期路網高架車站的興建標由聯合建築聯盟得標，並在這項標案中亦將電梯和自動扶梯供應合約授予Johnson Lifts和江南嘉捷的合資企業。機電標案以30.5亿卢比（4,736.65万美元）金額由西門子得標，自動售檢票（AFC）、隧道通風和空調等相關標案分別由日本信號公司、阿聯酋貿易代理公司和Voltas得標。2012年7月，第一台隧道鑽挖機開始發進，到同年10月為止，有11台隧道鑽挖機開始發進.。
2012年8月，帕查亞帕學院附近的一台起重機發生故障，造成一名工人死亡，六人重傷，另外在2013年1月10日，於阿蘭杜爾和聖托馬斯山之間的一處地鐵工地發生相同施工意外，造成一名22歲工人身亡，三人受傷。2013年11月6日，沿著1節（1.9每小時；1.2英里每小時）長的軌道進行列車試運轉，但因為土地徵用和興建合約取消等問題，導致地鐵興建計畫多次延期並錯過最後完工期限。2014年1月11日，位於賽達佩特的工地發生起重機倒塌，造成一名20歲工人死亡，一名工人受重傷。

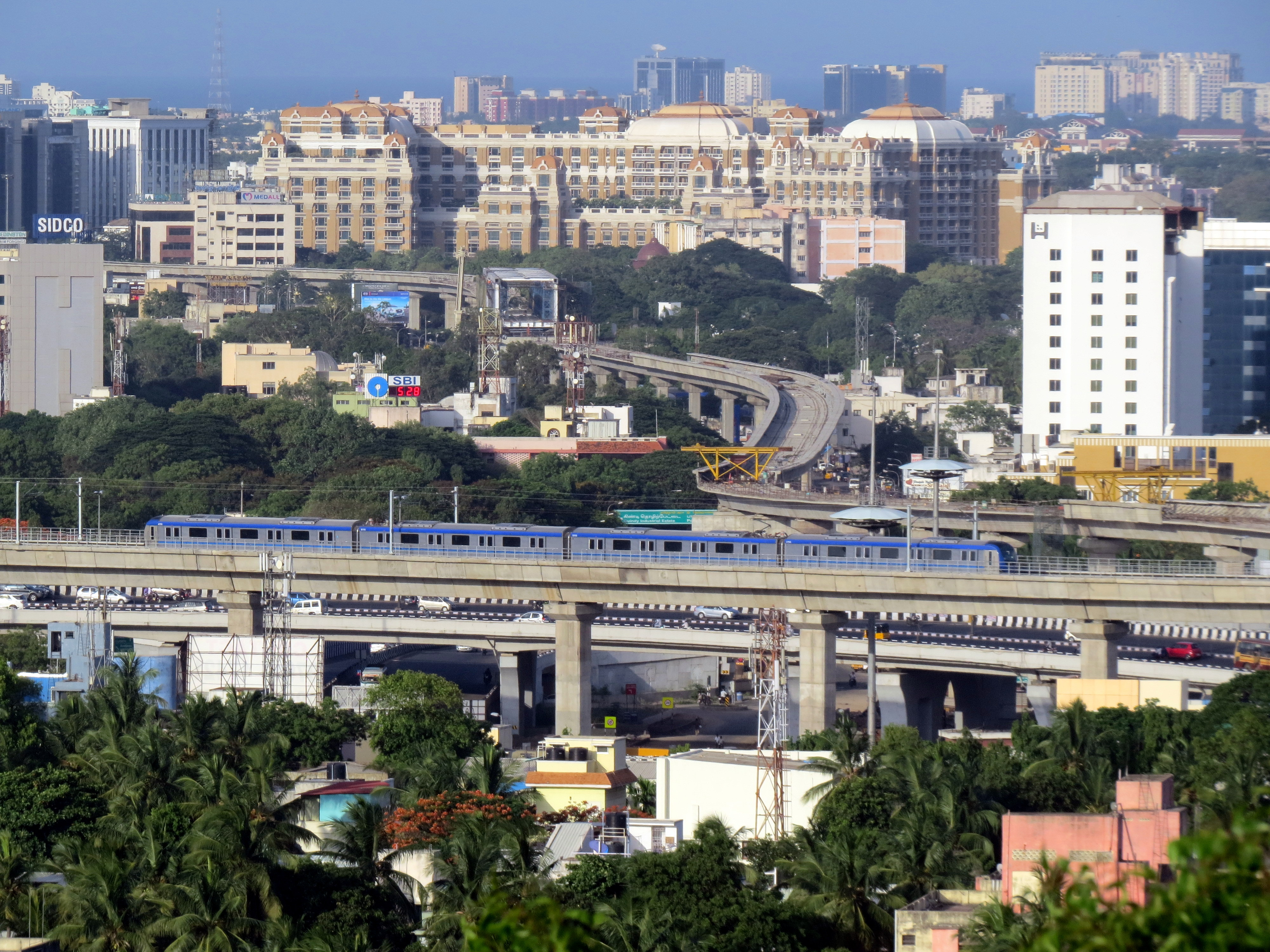
2014年初做清奈地鐵試運轉

2014年2月14日，科亞姆貝杜站和阿肖克納加爾站之間進行首次試運轉。同年8月，清奈地鐵取得印度铁路研究设计和标准中心（RDSO）頒發的法定速度認證許可。2015年1月，一份報告已提交給清奈地鐵安全專員（CMRS），以獲得強制性安全批准。在檢查基礎設施後，清奈地鐵安全專員於2015年4月向印度鐵道部提交報告。
2015年6月17日，在聖托馬斯山軍官訓練學院附近的地鐵施工現場發生鐵棒掉落事件，砸中一名30歲男子後身亡，另造成一名摩托車騎士受傷。2015年6月29日，綠線阿蘭杜爾至科亞姆貝杜路段正式通車。2016年9月21日，藍線機場至小山路段正式通車。2017年5月14日，地鐵第一條地下段——綠線蒂魯曼加拉姆至尼赫魯公園路段正式通車，並於2018年5月25日同步開通綠線金奈中央延伸段以及藍線賽達佩特至AG-DMS路段。2019年2月10日，伴隨藍線AG-DMS至沃舍曼佩特正式通車，清奈地鐵一期路網全面啟用。

#### 一期路網延伸段
2014年，泰米爾納德邦政府宣布展開藍線北延段規劃，將在華舍曼佩特至威姆科納加爾路段共設置9座車站，全長9（5.6英里），在2016年7月開工，2020年12月做測試，最終在2021年2月14日通車，整體路網增加到54.1（33.62英里），這條延伸段耗資377亿卢比（5.85亿美元）興建，其中57%由日本貸款。
2021年，清奈地鐵公司提議將藍線的金奈機場站延伸至基蘭巴卡姆，預計花費462.5亿卢比（7.18亿美元）。

### 二期路網
2016年7月，泰米爾納德邦政府宣布清奈地鐵二期路網將興建三條路線，總長104（65英里），並設置104座車站。其中兩條路線將從馬達瓦拉姆牛奶場延伸，分別連接西魯塞里SIPCOT和紹林加納盧爾，而第三條路線將連接科亞姆貝杜和游艇码头海滩的燈塔。2017年7月，邦政府宣布將建造二期路網延伸段，包括燈塔至波奧納馬萊埃路段，並在阿爾瓦提魯納加爾與馬達瓦拉姆-紹林加納盧爾線交會，屆時二期興建路網總長來到118.9（73.9英里），並將設置128座車站。為減少興建成本和施工時間，二期路網車站的設計規模將比一期路網車站的小。2019年，馬德拉斯高等法院就隧道的建造方法以及對水體的影響向邦政府提出質詢。二期路網預計耗資632.5亿卢比（9.82亿美元），其中471亿卢比（7.31亿美元）將由日本國際協力機構貸款。
2020年11月20日，二期路網工程正式開工。2021年2月14日，印度總理宣布政府已撥款6,300亿卢比（97.84亿美元）用於二期路網及後續延伸段工程。2021年5月，清奈地鐵公司宣布二期路網各路段的建設標案由塔塔集團、拉森圖博和HCC-KEC得標。2022年11月，二期路網車輛標案由阿爾斯通得標，將製造78列地鐵車輛，其中包括36列無人駕駛列車。2022年12月，軌道工程標案由KEC-VNC得標，而日立則取得信號系統安裝標案。2023年1月，二期路網地下段興建標案由Rail Vikas Nigam得標，而Linxon取得機電安裝工程標案。2023年5月，清奈地鐵公司宣布修改後的路線走向不會改變，而且九個車站的設置將被取消，因此二期路網的路線總長度也縮短至118.9（73.9英里）。
2023年5月，拉森圖博承攬安裝架空設備以及控制暨監控系統，塔塔集團於10月取得二期路網的部分車站興建工程標案，而清奈地鐵公司在12月宣布新加坡科技工程取得二期路網高架車站月台門安裝工程標案。同月，自動售檢票系統安裝標案由Shellinfo得標，決標金額為4.2亿卢比（652.26万美元）。除了先前訂購的阿爾斯通列車編組外，清奈地鐵公司還於2024年3月邀請招標，為二期路網供應500列地鐵編組。截至2024年5月，二期路網中大約50（31英里）路段已完成，隨著2025年2月發布的二期路網更新地圖，4號線的顏色代碼由橘色變成黃色。2025年3月20日，清奈地鐵公司在波奧納馬萊埃機廠至穆萊托塔姆之間3公里路段上進行二期路網的首次試運轉。到2025年4月，黃線波奧納馬萊埃至波魯爾之間10公里路段也開始試運轉。

#### 二期路網延伸段
2022年，邦政府提出將第二階段興建中的三條路線延伸93（58英里）的計畫，計畫項目包括紫線從西魯塞里·西普科特延伸至基蘭巴卡姆，黃線從波奧納馬萊埃延伸至帕蘭杜爾，以及紅線從科亞姆貝杜延伸至阿瓦迪，以上三個延伸段預計各耗資545.8亿卢比（8.48亿美元）、1,071.2亿卢比（16.64亿美元）和673.6亿卢比（10.46亿美元）。2023年底至2024年初，清奈地鐵公司提交的可行性報告建議，由於經濟可行性，放棄紫線延伸段計畫，並繼續進行另外兩條路線延伸段計劃，延伸段總長變更為59.7（37.1英里）。2024年5月，邦政府提議從馬達瓦拉姆延伸至恩諾爾，全長16（9.9英里）。2024年8月，清奈地鐵公司提議建造另一條從金奈機場延伸至波奧納馬萊埃的新地鐵線，目的是透過地鐵將現有機場與即將在帕蘭杜爾落成的新機場連接起來。
後來，泰米爾納德邦政府核定15.46公里的藍線延伸段（金奈機場—基蘭巴卡姆段）以及21.76公里的紅線延伸段（科亞姆貝杜—帕塔比拉姆段），以上兩條延伸線預計各花費933.5亿卢比（14.5亿美元）和992.8亿卢比（15.42亿美元），該草案已提交中央政府批准。

### 合併MRTS路網

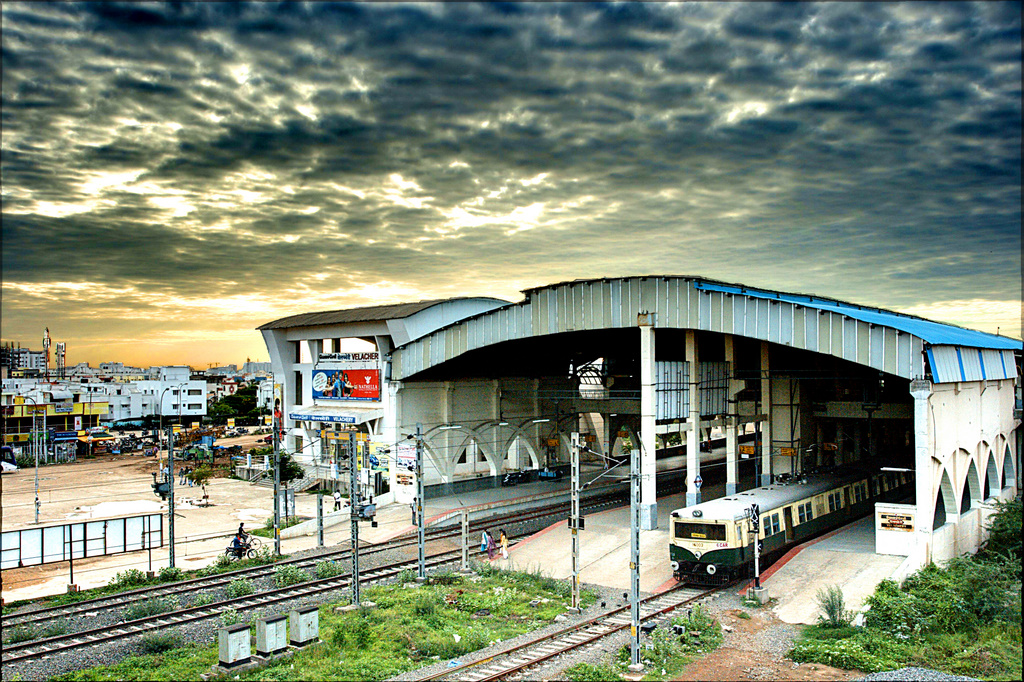
金奈大众捷运系统提議將運營權轉移至清奈地鐵公司

邦政府提議於2017年將金奈大眾捷運系統併入金奈地鐵，2018年7月，普華永道表示，此次合併將耗資約300亿卢比（4.66亿美元）用於改裝地鐵車輛和安裝其他設施。2022年5月11日，印度鐵路南部鐵路區原則上批准將金奈大眾捷運系統改建為地鐵。截至2024年，連接維拉切裡和聖托馬斯山的金奈大眾捷運系統第二階段延伸工程仍在進行中，一旦金奈大眾捷運系統擴建工程完成後，鐵路部門就會將金奈大眾捷運系統移交給清奈地鐵公司。接管完成後，金奈地鐵公司將升級整個金奈大眾捷運系統，包括軌道、安全系統、售票系統和地鐵車輛。

### 輕軌
2020年，計劃建造一條輕軌，將現有郊區鐵路網路的坦巴蘭車站與金奈大众捷运系统上的維拉切裡連接起來，這是連接金奈市區不同城市軌道交通路線計劃的一部分，於2023年2月由金奈聯合大都會運輸署（CUMTA）委託進行可行性研究。2024年3月，經過研究後需重新評估建立一條連接坦巴蘭和維拉切裡的新走廊之可行性，並延伸至吉恩迪地鐵站。

### 其他
清奈地鐵公司將卡蒂帕拉城市廣場開發為結合巴士轉運站、停車場、餐飲和遊樂區的多式聯運交通樞紐，卡蒂帕拉城市廣場北側為埃卡圖坦加爾站，南側為阿蘭杜爾站，東側為吉恩迪站。2025年4月，清奈地鐵公司宣布阿迪亞爾和維拉切裡的公共空間可以改造成類似卡蒂帕拉城市廣場的公共空間。
2023年，清奈地鐵公司提議在其總部周圍開發中央廣場，其中包括商業綜合體和多層建築物，2025年1月，泰米爾納德邦政府通過該計畫的環境評估，預計於2025年2月開始建設。
清奈地鐵的三期路網目前正在規劃中，並作為金奈綜合交通規劃的一部分，另外清奈地鐵公司也參與哥印拜陀、馬杜賴和蒂魯吉拉帕利等城市地鐵交通發展的可行性研究

## 基礎設施

### 路網和路線
| 營運中路線 | 營運中路線 | 營運中路線       | 營運中路線     | 營運中路線        | 營運中路線         | 營運中路線    |
| 序號       | 路線名稱   | 端點站           | 端點站         | 路線長度 （公里） | 車站數             | 開通日期      |
| ---------- | ---------- | ---------------- | -------------- | ----------------- | ------------------ | ------------- |
| 1          | 綠線       | 金奈中央         | 聖托馬斯山     | 18                | 21.96（13.65英里） | 2015年6月29日 |
| 2          | 藍線       | 威姆科納加爾機厰 | 清奈機場       | 26                | 33.65（20.91英里） | 2016年9月21日 |
|            |            |                  |                | 42                | 55.61（34.55英里） |               |
| 興建中路線 |            |                  |                |                   |                    |               |
| 序號       | 路線名稱   | 端點站           | 端點站         | 路線長度 （公里） | 車站數             | 預定開通日期  |
| 1          | 紫線       | 馬達瓦拉姆牛奶場 | 西魯塞里SIPCOT | 47                | 45.4（28.2英里）   | 2028年        |
| 2          | 黃線       | 波奥纳马莱埃繞道 | 燈塔           | 27                | 26.1（16.2英里）   | 2025年12月    |
| 3          | 紅線       | 馬達瓦拉姆牛奶場 | 紹林加納盧爾   | 45                | 44.6（27.7英里）   | 2028年        |
|            |            |                  |                | 119               | 116.1（72.1英里）  |               |

清奈地鐵採用1,435毫米（4英尺8+1⁄2英寸）標準軌距，路線為雙軌，平均營運速度為85每小時（53英里每小時），最高營運速度為120每小時（75英里每小時）。
截至2024年3月，營運路網由兩條路線組成，總長度為54.1公里（約33.6英里）。

### 使用車輛

#### 一期路網

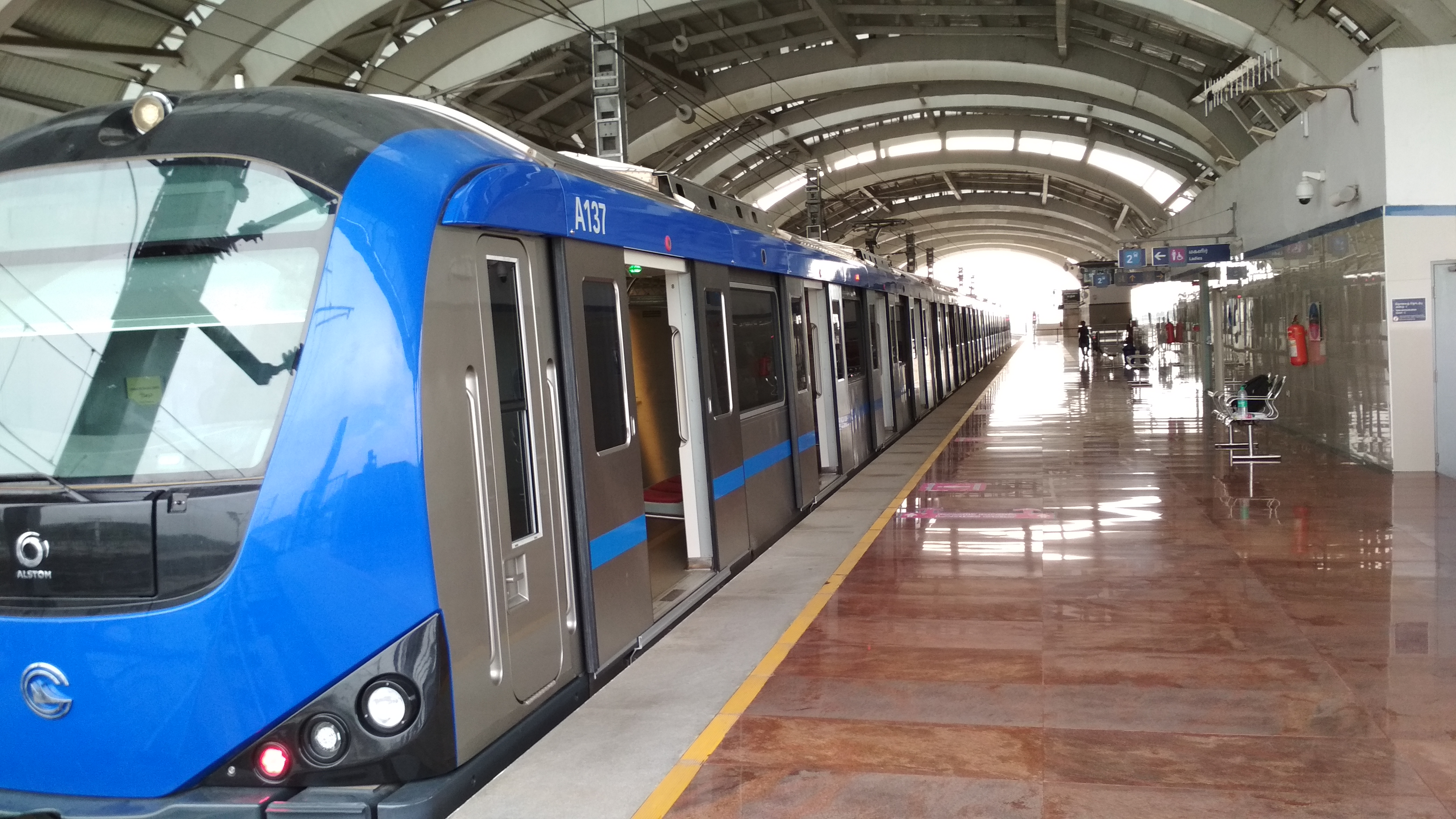
清奈地鐵的車輛由阿爾斯通製造

阿爾斯通為清奈地鐵一期路網製造車輛，前九列編組從巴西進口，其餘列車則在金奈附近的斯里城新工廠生產，針對一期路網，阿爾斯通製造52列地鐵車輛，每列有4節車廂，全長約91（300英尺）。列車配有空調、電動滑門，並設有一等車廂，其中有專為女性乘客保留的區域。
清奈地鐵車輛使用25,000伏特交流電，電車線供電方式驅動，最高速度為120每小時（75英里每小時），並配備再生煞車系統，能夠在煞車過程中回收30–35%的能量。清奈地鐵每天平均消耗70兆瓦的電力，電力由泰米爾納德邦電力局提供，另外清奈地鐵也使用裝置容量為6.4MWp的太陽能，可滿足地鐵約12-15%的能源需求。

#### 二期路網
清奈地鐵公司完成清奈地鐵二期路網的三個標案招標，分別為ARE02A、ARE03A和ARE04A標。清奈地鐵公司確認ARE02A標將製造70列車，由3節車廂組成（共210節車廂），預計配置紅線和紫線，於2024年11月28日宣布由BEML得標，決標金額為365.8亿卢比（5.68亿美元）。ARE02A標將製造26列車，由3節車廂組成（共78節車廂），預計配置黃線，於2022年7月29日宣布由阿爾斯通得標，決標金額為94.69亿卢比（1.47亿美元）。清奈地鐵公司隨後宣布，已為ARE03A標額外增購10組3節車廂的列車（共30節車廂），總金額為26.9亿卢比（4,177.57万美元）。ARE04A標將生產32列無人駕駛列車，由3節車廂（96節車廂）組成，於2025年6月宣布由阿爾斯通得標，決標金額為1.35億歐元。

### 車站

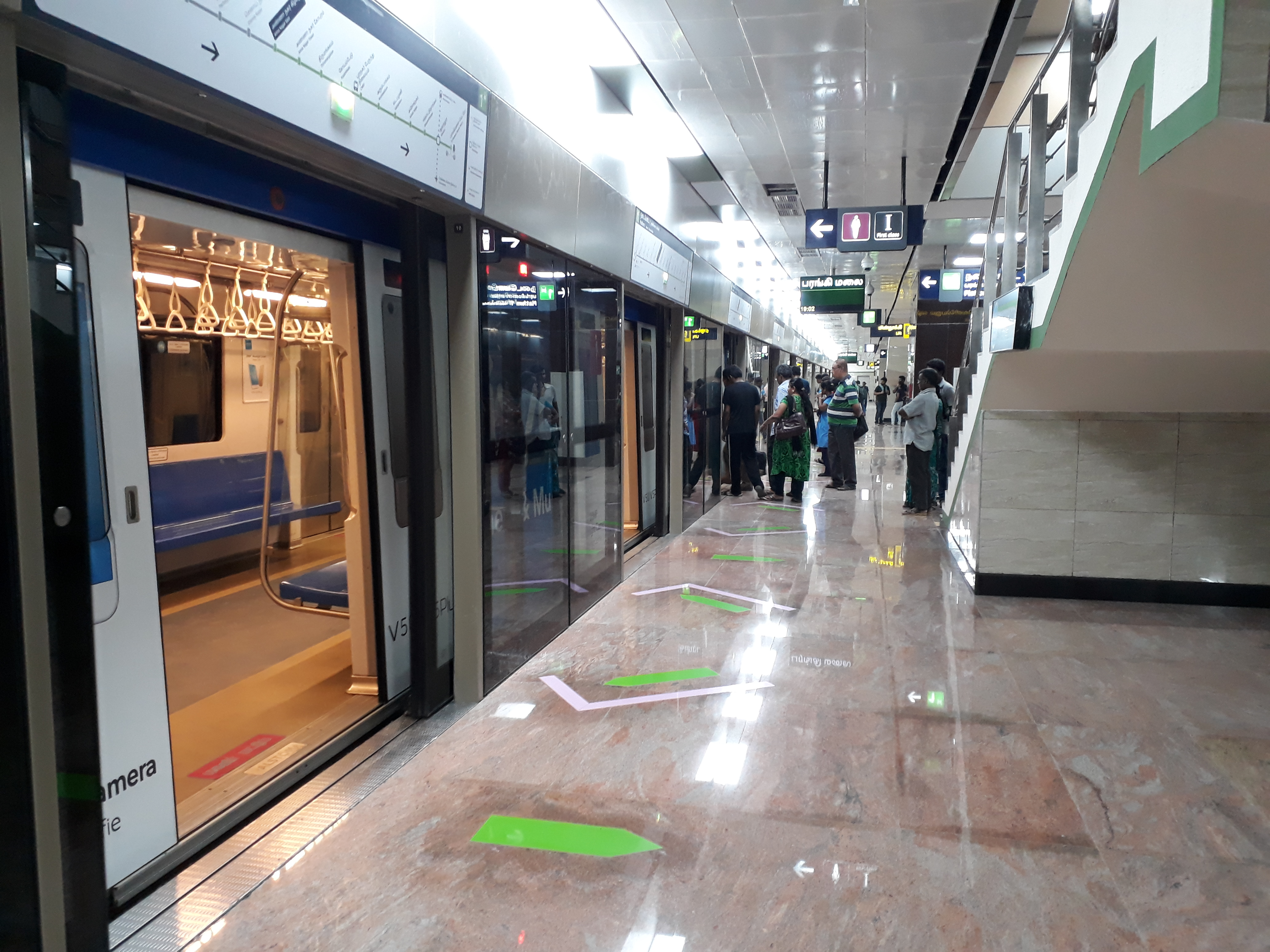
清奈地鐵的地下清奈地鐵車站列表裝設全高式月台門

第一期路網現有兩條路線共設40座車站，其中地下車站有22座，在地下段，隧道沿線設有一條人行道，每隔250（820英尺）設有一個橫向通道，用於維護和緊急疏散。地下車站平均長約200（660英尺），平均深度約6.1（20英尺），而一期路網延伸段車站的長度約180（590英尺）。
高架車站共有三層，大廳層至少高出地面5.5（18英尺），而月台層高於大廳層；地下車站共有兩層，並設有屏蔽門。車站配有空調，並配備方便殘疾人和老年人的設施，包括自動售檢票系統、公共廣播系統、電子顯示板、自動扶梯和電梯，另外大多數車站設有摩托車付費停車場，部分車站設有小客車付費停車場。

### 機廠
清奈地鐵在科亞姆貝杜設有一個主要機廠，佔地26公頃（64英畝），在威姆科納加爾設有一個高架機廠，佔地3.5公頃（8.6英畝）。作為二期路網的一部分，計劃在馬達瓦拉姆、波奥纳马莱埃和塞曼切裡興建新的機廠，另外針對5號線延伸段亦規劃在帕塔比拉姆興建一座機廠。
| 使用中 | 使用中   | 使用中       | 使用中       | 使用中                                               |
| 序號   | 路線名稱 | 機廠         | 面積（英畝） | 備註                                                 |
| ------ | -------- | ------------ | ------------ | ---------------------------------------------------- |
| 1      | 藍線     | 威姆科納加爾 | 8.6          | 車庫、停泊線、洗車廠                                 |
| 2      | 綠線     | 科亞姆貝杜   | 64           | 車庫兼維修廠、行車控制中心、停泊線、測試軌道和洗車廠 |
| 興建中 |          |              |              |                                                      |
| 序號   | 路線名稱 | 機廠         | 面積（英畝） | 備註                                                 |
| 1      | 黃線     | 波奥纳马莱埃 | 40.5         | 車庫兼維修廠、行車控制中心、停泊線、測試軌道和洗車廠 |
| 2      | 紅線     | 馬達瓦拉姆   | 69           | 車庫兼維修廠、行車控制中心、停泊線、測試軌道和洗車廠 |
| 2      | 紫線     | 馬達瓦拉姆   | 69           | 車庫兼維修廠、行車控制中心、停泊線、測試軌道和洗車廠 |
| 3      | 紫線     | 塞曼切裡     | 25           | 車庫、停泊線                                         |
| 規劃中 |          |              |              |                                                      |
| 序號   | 路線名稱 | 機廠         | 面積（英畝） | 備註                                                 |
| 1      | 紅線     | 帕塔比拉姆   | TBD          | TBD                                                  |

## 營運
截至2025年，清奈地鐵在每天印度時間早上5點至晚上11點提供服務：藍線在尖峰時段為每6分鐘一班，離峰時段為每7分鐘一班，深夜時段每15分鐘一班；綠線在尖峰時段為每12分鐘一班，離峰時段為每14分鐘一班，深夜時段每30分鐘一班。主要營運控制中心（OCC）位於科亞姆貝杜，負責監控列車運作和取得即時閉路電視畫面。2024年的平均每日運量為28.7萬人次，2025年1至6月的平均每日運量為29.5萬人次。

### 乘車費用

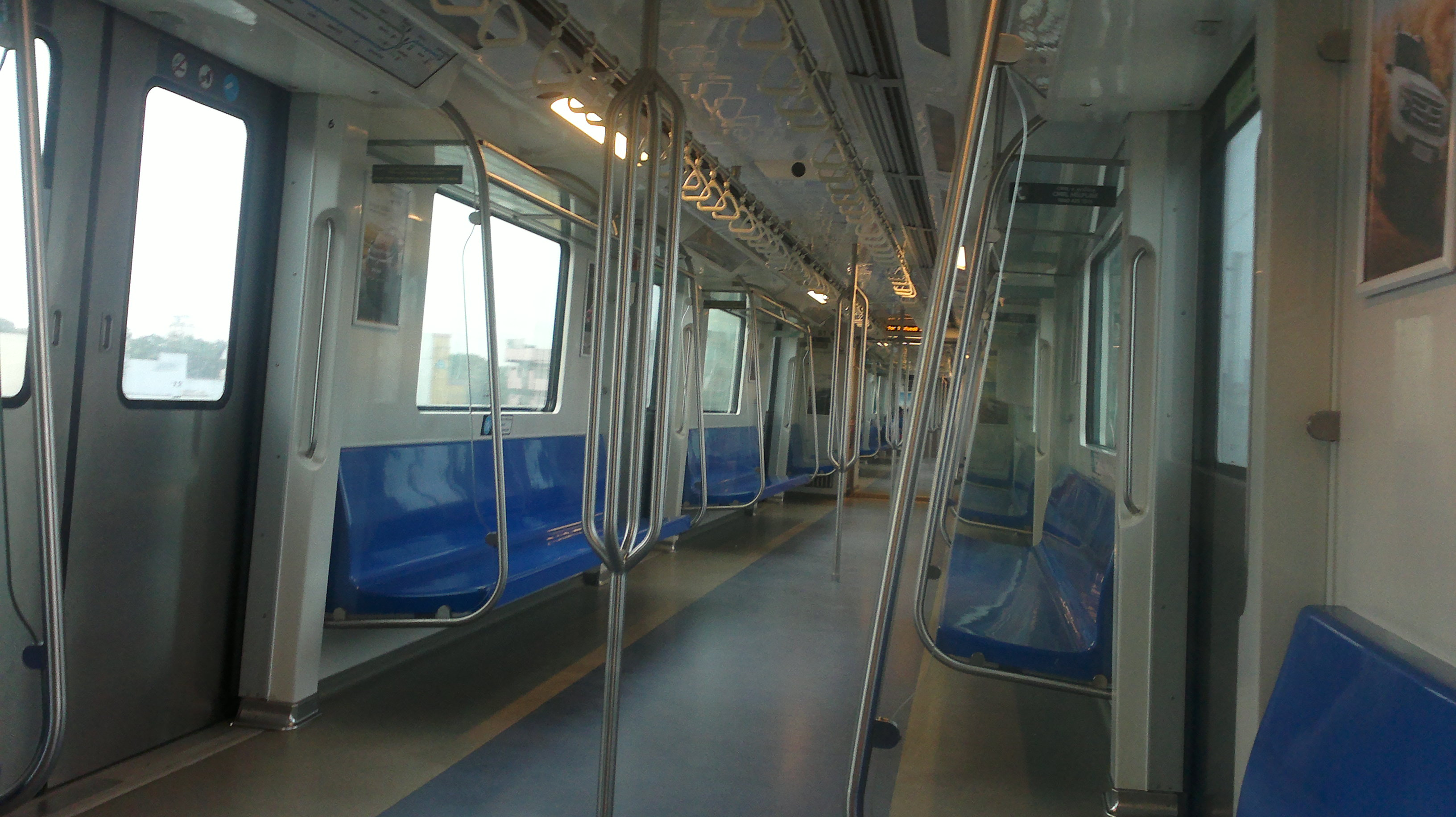
清奈地鐵車廂內部

清奈地鐵的車票費用最低為10，最高為50。
清奈地鐵公司共推出六個票種供搭乘清奈地鐵：
- 單程票代幣，每次搭乘前需要在售票櫃檯或所有車站的自動售票機購票。
- 儲值卡（SVC）是一種預付、可充值的旅行卡，可在任意售票櫃檯購買，並支付可退還的押金，可在任何售票櫃檯或車站的自動售票機充值，並提供折扣票價。2023年4月，國家共同移動卡取代儲值卡。
- 旅行卡適用於相同的兩個車站之間的旅行，有多種組合和有效期可供選擇，並提供折扣票價。
- 旅遊卡允許持卡人在一天內無限次搭乘清奈地鐵系統。
- 可透過清奈地鐵公司行動應用程式以及車站的二維碼車票掃描器購買單程票和來回票的二維碼車票[149]。
- 國家共同移動卡是一張儲值兼借記卡，於2023年與印度國家銀行合作推出，可用於訪問印度所有其他主要地鐵和部分公車系統。

清奈地鐵是印度每公里票價第二昂貴的地鐵，僅次於孟買地鐵，2021年2月，時任泰米爾納德邦首席部長暫時將票價下調至20，最高票價上限為40。

## 外部連結
- 官方网站